# Военно-морские силы ЮАР
Военно-морские силы Южно-Африканской Республики (англ. South African Navy, африк. Suid Afrikaanse Vloot) — вид вооружённых сил Южно-Африканской Республики. В основном включают в себя военно-морской флот, военно-морскую авиацию, части и подразделения специального назначения.

## Организационный состав
ВМС состоят из 3 флотилий (подводных лодок, патрульных сил и минно-тральных сил. Главная военно-морская база ВМС ЮАР, Симонстаде, находится около Кейптауна. 4 резервных военно-морских базы, на 2008 год не используемых ВМС, находятся соответственно в Кейптауне, Дурбане, Ист-Лондоне и Порт-Элизабете.

## Боевой состав

### Флот
| Тип                                                                | Бортовой номер  | Наименование         | В составе флота        | Состояние       | Примечания                 |
| Подводные лодки                                                    | Подводные лодки | Подводные лодки      | Подводные лодки        | Подводные лодки | Подводные лодки            |
| ------------------------------------------------------------------ | --------------- | -------------------- | ---------------------- | --------------- | -------------------------- |
| подводная лодка типа 209/1400                                      | S101            | SAS «Мантатиси»      | с 3 ноября 2005 года   | в строю         |                            |
| подводная лодка типа 209/1400                                      | S102            | SAS «Шарлот Максеке» | с 14 марта 2007 года   | в строю         |                            |
| подводная лодка типа 209/1400                                      | S103            | SAS «Куин Муджадчи»  | с 22 мая 2008 года     | в строю         |                            |
| Фрегаты                                                            |                 |                      |                        |                 |                            |
| фрегат типа МЕКО А200 SAN                                          | F145            | SAS «Аматола»        | с 2005 года            | в строю         |                            |
| фрегат типа МЕКО А200 SAN                                          | F146            | SAS «Исандлвана»     | нет данных             | в строю         |                            |
| фрегат типа МЕКО А200 SAN                                          | F147            | SAS «Спиюнкоп»       | нет данных             | в строю         |                            |
| фрегат типа МЕКО А200 SAN                                          | F148            | SAS «Менди»          | нет данных             | в строю         |                            |
| Противоминные корабли                                              |                 |                      |                        |                 |                            |
| охотник за минами типа «Ривер»                                     | M1499           | SAS «Умкомаас»       | с 13 января 1981 года  | в строю         | бывший SAS «Наворс» I      |
| охотник за минами типа «Ривер»                                     | M1142           | SAS «Умзимкулу»      | с 30 октября 1981 года | в строю         | бывший SAS «Наворс» III    |
| Сторожевые катера                                                  |                 |                      |                        |                 |                            |
| ракетный катер типа «Уорриор»                                      | P1565           | SAS «Айзек Дайоба»   | с 27 июля 1979 года    | в строю         | бывший SAS «Франс Эрасмус» |
| ракетный катер типа «Уорриор»                                      | P1567           | SAS «Галешеве»       | с 11 февраля 1983 года | в строю         | бывший SAS «Хенрик Ментц»  |
| сторожевой катер типа «Т Крафт»                                    | P1552           | SAS «Тобие»          | с июня 1992 года       | в строю         |                            |
| сторожевой катер типа «Т Крафт»                                    | P1553           | SAS «Терн»           | с июня 1996 года       | в строю         |                            |
| сторожевой катер типа «Т Крафт»                                    | P1554           | SAS «Текване»        | с декабря 1996 года    | в строю         |                            |
| 26 сторожевых катеров типа «Намакурра» (Harbour Patrol Boat — HPB) |                 |                      |                        |                 |                            |
| Вспомогательные корабли                                            |                 |                      |                        |                 |                            |
| танкер-заправщик типа «Дракенсберг»                                | А301            | SAS «Дракенсберг»    | с 11 ноября 1987 года  | в строю         |                            |
| гидрографическое судно типа «Протеа»                               | А324            | SAS «Протеа»         | с 23 мая 1972 года     | в строю         |                            |
| Буксиры                                                            |                 |                      |                        |                 |                            |
| прибрежный буксир                                                  | нет данных      | «Де Мист»            | нет данных             | в строю         |                            |
| портовый буксир                                                    | нет данных      | «Де Нейс»            | с 23 июля 1969 года    | в строю         |                            |
| портовый буксир                                                    | нет данных      | «Умалуси»            | нет данных             | в строю         | бывший «Голден Энерджи»    |

### Морская авиация
| Тип                 | Производство   | Назначение                    | Количество | Примечания                                                                   |          |
| Самолёты            | Самолёты       | Самолёты                      | Самолёты   | Самолёты                                                                     | Самолёты |
| ------------------- | -------------- | ----------------------------- | ---------- | ---------------------------------------------------------------------------- | -------- |
| Douglas DC-3        | США            | поисково-спасательный самолёт | 5          |                                                                              |          |
| Вертолёты           |                |                               |            |                                                                              |          |
| Atlas Oryx          | ЮАР            | вспомогательный вертолёт      | 8          | французский вертолёт Sud-Aviation SA.330 Puma по лицензии производился в ЮАР |          |
| Westland Super Lynx | Великобритания | тактический морской вертолёт  | 4          |                                                                              |          |

## Префикс кораблей и судов
Корабли и суда ВМФ ЮАР имеют префикс SAS (англ. South African Ship) — южноафриканский корабль. Для подводных лодок южноафриканского флота используется тот же префикс — SAS, который, в данном случае, расшифровывается как (англ. South African Submarine) — южноафриканская подводная лодка.

## Флаги кораблей и судов
| Флаг | Гюйс | Вымпел боевых кораблей |
| ---- | ---- | ---------------------- |
|      |      |                        |

### Флаги должностных лиц
| Адмирал  | Вице-адмирал     | Контр-адмирал |
| -------- | ---------------- | ------------- |
|          |                  |               |
| Коммодор | Старший на рейде |               |
|          |                  |               |

### исторические флаги

1922–1946
1946–1951
1951–1952
1952–1959
1959–1981
1981–1994
27 Апрель 1994 - 11 Ноябрь 1994
1994–

## Знаки различия

### Адмиралы и офицеры
[уточнить]
| Категории                              | Адмиралы | Адмиралы     | Адмиралы      | Адмиралы                    | Старшие офицеры    | Старшие офицеры    | Старшие офицеры      | Младшие офицеры   | Младшие офицеры   | Младшие офицеры | Младшие офицеры   |
| -------------------------------------- | -------- | ------------ | ------------- | --------------------------- | ------------------ | ------------------ | -------------------- | ----------------- | ----------------- | --------------- | ----------------- |
|                                        | 30px     | 30px         | 30px          | 30px                        | 30px               | 30px               | 30px                 | 30px              | 30px              | 30px            | 30px              |
| Южноафриканское звание (на английском) | Admiral  | Vice Admiral | Rear Admiral  | Rear Admiral (Junior Grade) | Captain            | Commander          | Lieutenant-Commander | Lieutenant        | Sub-Lieutenant    | Ensign          | Midshipman        |
| Российское соответствие                | Адмирал  | Вице-адмирал | Контр-адмирал | нет                         | Капитан 1-го ранга | Капитан 2-го ранга | Капитан 3-го ранга   | Капитан-лейтенант | Старший лейтенант | Лейтенант       | Младший лейтенант |

### Подофицеры
[уточнить]
| Категории                              | Подофицеры                   | Подофицеры                   | Подофицеры            | Подофицеры             | Подофицеры             | Подофицеры              | Подофицеры              |
| -------------------------------------- | ---------------------------- | ---------------------------- | --------------------- | ---------------------- | ---------------------- | ----------------------- | ----------------------- |
| Нарукавный знак                        |                              |                              |                       |                        |                        |                         |                         |
| Южноафриканское звание (на английском) | Master Chief Warrant Officer | Senior Chief Warrant Officer | Chief Warrant Officer | Master Warrant Officer | Senior Warrant Officer | Warrant Officer Class 1 | Warrant Officer Class 2 |
| Российское соответствие                | Старший мичман               | Мичман                       | нет                   | нет                    | нет                    | нет                     | нет                     |

### Сержанты и матросы
[уточнить]
| Категории                              | Старшины и матросы           | Старшины и матросы | Старшины и матросы  | Старшины и матросы  | Старшины и матросы | Старшины и матросы |
| -------------------------------------- | ---------------------------- | ------------------ | ------------------- | ------------------- | ------------------ | ------------------ |
|                                        | 30px                         | 30px               | 30px                | 30px                | 30px               |                    |
| Южноафриканское звание (на английском) | Chef Petty Officer           | Petty Officer      | Leading Seaman      | Able Seaman         | Seaman             |                    |
| Российское соответствие                | Главный корабельный старшина | Главный старшина   | Старшина 1-й статьи | Старшина 2-й статьи | Старший матрос     |                    |